# José Octávio de Arruda Mello
José Octávio de Arruda Mello (João Pessoa, 18 de março de 1940) é um historiador, jornalista e professor do Brasil. 

## Carreira
Bacharelou-se em Ciências Jurídicas e Sociais pela Faculdade de Direito da Paraíba. Posteriormente, graduou-se em História, também pela UFPB. Após realizar cursos de especialização e mestrado em História, obteve o título de doutor em São Paulo e ingressou logo a seguir no magistério, lecionando desde então na graduação e pós-graduação de História da Universidade Federal da Paraíba, na Universidade Autônoma de João Pessoa e na Fundação Francisco Mascarenhas de Patos. Publicou inúmeras obras ligadas à história do Nordeste, bem como colaborou com inúmeras revistas e jornais especializados. Entrou no Instituto Histórico e Geográfico Paraibano em 1972, inclusive ocupando a posição de vice-presidência em 1977/1980, e na Academia Paraibana de Letras em 1974.
Mello ainda está em constante atividade na vida pública, ocupando inúmeras posições na área da cultura: foi coordenador do setor de tele-educação da Paraíba; diretor geral de cultura; diretor de pesquisa e programação cultural da Fundação Casa de José Américo; coordenador do V Festival de Verão, ocorrido em Areia em 1980; secretário executivo das Comemorações do Centenário do Presidente João Pessoa; presidente da Comissão do IV Centenário da Paraíba; e diretor executivo do Instituto do Patrimônio Histórico e Artístico do Estado da Paraíba. É membro do Conselho Estadual de Cultura, da Comissão Organizadora e do Conselho Deliberativo e nas eleições de 1982, integrou o Grupo de Trabalho de Análise das Eleições. Teria recebido ainda a Comenda do Mérito Cultural "José Maria dos Santos".

## Obras
Segue abaixo algumas de suas obras:
- A Revolução Estatizada – Um estudo sobre a formação do Centralismo;
- Cristianismo e Diplomacia no Brasil Contemporâneo;
- História da Paraíba em Fascículos (8 fascículos) (1998);
- A Dimensão Global (1988);
- Sociedade e Poder Político no Nordeste – O Caso da Paraíba (1945/64) (2001).